# Speocharidius vivesi
Speocharidius vivesi es una especie de escarabajo del género Speocharidius, familia Leiodidae. Fue descrita por Francesc Español y Xavier Bellés en 1980. Se encuentra en España.